# Жан-Поль Фарруджія
Жан-Поль Фарруджія (англ. Jean Paul Farrugia, нар. 21 березня 1992, П'єта) — мальтійський футболіст, нападник клубу «Сліма Вондерерс» та національної збірної Мальти.

## Клубна кар'єра
У дорослому футболі дебютував 2008 року виступами за команду клубу «Гіберніанс», в якій провів вісім сезонів, взявши участь у 78 матчах чемпіонату. 
З 2011 по 2014 на правах оренди захищав кольори мальтійського клубу «Марсашлокк» та словацького «Спартак» (Трнава).
До складу клубу «Сліма Вондерерс» приєднався 2016 року. Відтоді встиг відіграти за мальтійський клуб 46 матчів у національному чемпіонаті.

## Виступи за збірну
У 2014 році дебютував в офіційних матчах у складі національної збірної Мальти. Наразі провів у формі головної команди країни 7 матчів в яких забив один гол.

### Голи в складі збірної
Матч національної збірної.
| No | Дата            | Арена                                 | Суперник   | Гол | Рахунок | Турнір               |
| -- | --------------- | ------------------------------------- | ---------- | --- | ------- | -------------------- |
| 1. | 26 березня 2017 | Національний стадіон, Та'Калі, Мальта | Словаччина | 1–1 | 1–3     | Кваліфікація ЧС 2018 |

## Титули і досягнення
- Чемпіон Мальти (2):

«Гіберніанс»: 2008–09, 2014–15
- Володар Кубка Мальти (3):

«Гіберніанс»: 2012–13
«Сліма Вондерерс»: 2015–16
«Біркіркара»: 2022–23
- Володар Суперкубка Мальти (1):

«Гіберніанс»: 2015